# Volker Tannert
Volker Tannert, né le 19 mars 1955 à Recklinghausen (Allemagne), est un artiste peintre, sculpteur et dessinateur allemand.
Il est l'un des représentants les plus importants des Nouveaux Fauves (Neue Wilde)  des années 1980.

## Biographie
Volker Tannert vit et travaille à Cologne et Bonn ainsi qu'en Ligurie près de Rapallo.